# Dahlgrenius sphacellatus
Dahlgrenius sphacellatus är en skalbaggsart som först beskrevs av Thérond 1961.  Dahlgrenius sphacellatus ingår i släktet Dahlgrenius och familjen stumpbaggar. Inga underarter finns listade i Catalogue of Life.